# Daredżan Dadiani

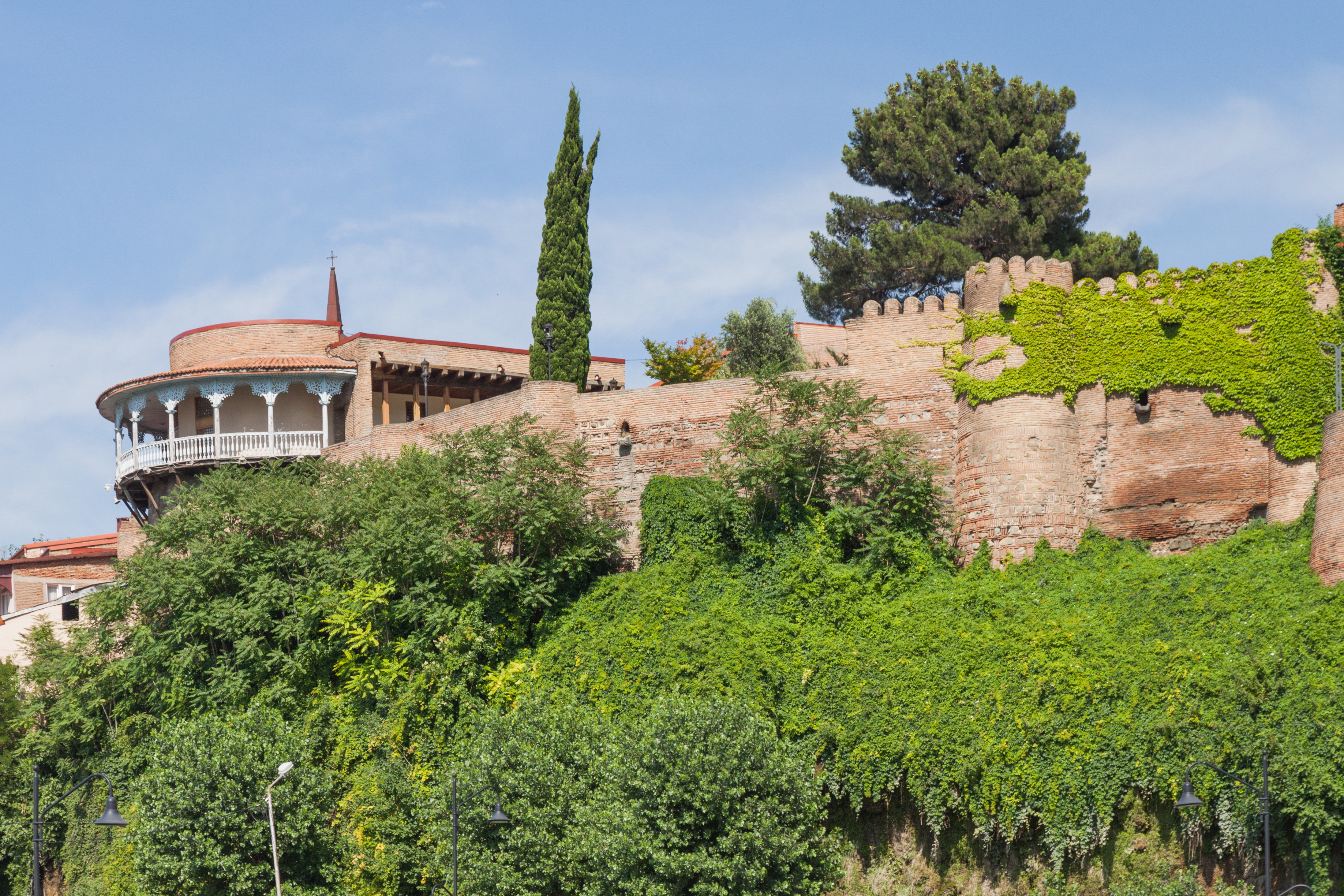
Pałac królowej Daredżan w Tbilisi

Daredżan Dadiani (ur. 20 lipca 1738, zm. 8 listopada 1807) – małżonka króla Kartlii i Kachetii Herakliusza II.

## Życiorys
Pochodziła z książęcego rodu Dadiani z Megrelii, była córką Kasji (Giorgiego) Dadianiego. Herakliusza II poślubiła w wieku dwunastu lat. W ciągu kolejnych lat, najprawdopodobniej począwszy od 1753, urodziła swojemu mężowi 23 dzieci. Z czasem coraz silniej angażowała się w politykę, chcąc zapewnić swoim synom sukcesję - Herakliusz miał syna Jerzego z poprzedniego małżeństwa z Anną Abaszydze; to on i jego potomkowie mieli odziedziczyć po nim tron. Jej wpływ na męża wzrastał, im starszy był Herakliusz. W 1789 Daredżan przyczyniła się do zarzucenia przez Herakliusza planów zjednoczenia Królestwa Kartlii i Kachetii z Królestwem Imeretii. Rada królewska opowiadała się za unifikacją obydwu gruzińskich królestw, Daredżan pragnęła jednak, by na tronie Imeretii pozostał syn jej najstarszej córki Heleny Solomon II i zdołała odwieść męża od planów utworzenia jednolitego państwa. W 1791 pod wpływem żony Herakliusz w testamencie zmienił prawo sukcesyjne swojego kraju: następcą tronu pozostał jego syn Jerzy, jednak po nim tron miał przejąć przyrodni brat, najstarszy żyjący syn Daredżan Julon. Daredżan starała się również wpływać na męża w kwestii polityki zagranicznej. Sprzeciwiała się zależności od Rosji opartej na traktacie gieorgijewskim z 1783. Twierdziła, że orientacja prorosyjska nie przyniosła Gruzji wschodniej żadnych korzyści.
Po śmierci Herakliusza w 1798 Jerzy wstąpił na tron jako Jerzy XII i odwołał testament ojca, ogłaszając następcą tronu swojego syna Dawida. W 1800 ten sam władca ponownie zwrócił się do rosyjskiego cara Pawła o dalszą protekcję. Daredżan ponownie gwałtownie się temu sprzeciwiła, a jej syn Aleksander usiłował dokonać zamachu stanu i odsunąć przyrodniego brata od władzy. Jerzy XII nakazał uwięzić Daredżan w areszcie domowym w jej pałacu w Awlabari.
Po śmierci Jerzego XII w końcu grudnia 1800 Daredżan bezskutecznie starała się uzyskać u cara rosyjskiego zgodę na objęcie tronu gruzińskiego przez jej syna Julona. W tym czasie w Rosji zapadła już jednak decyzja o wcieleniu Kartlii i Kachetii do Imperium Rosyjskiego. Dowodzący wojskami rosyjskimi w Gruzji gen. Iwan Łazariew oraz generał-gubernator Gruzji Karl Knorring postanowili wywieźć do Rosji wszystkich członków królewskiej rodziny Bagratydów. Daredżan, podobnie jak wdowa po Jerzym XII, Maria, bezskutecznie protestowała. Została zmuszona do wyjazdu w październiku 1803.
Królowa-wdowa, nazywana w Rosji Darią Gieorgijewną, zamieszkała w Petersburgu w domu przy cerkwi św. św. Symeona i Anny, w którym następnie urządzono dla niej także kaplicę domową.

### Rodzina
W małżeństwie z Herakliuszem II urodziła 23 dzieci, z czego sześcioro (Zofia, Jan, Salome, Sosłan Dawid, Choreszan i syn o nieznanym imieniu) zmarło w dzieciństwie. Przeżyły następujące dzieci:
- Helena (1753-1786)
- Maria (1755-1828)
- Lewan (1756-1781)
- Julon (1760-1816)
- Wachtang (1761-1814)
- Beri (ur. 1761/1762 -?)
- Tejmuraz, po wstąpieniu do zakonu Antoni (1762-1827)
- Anastazja (1763-1838)
- Ketewan (1764-1840)
- Solomon (zm. 1765)
- Mirian (1767-1834)
- Aleksander (1770-1844)
- Luarsab (1772-?)
- Katarzyna (1774-1818)
- Tekla (1776-1846)
- Parnaoz (1777-1852)
- Arcził (1780-?)[1].